# Grammy Awards
Pour les articles homonymes, voir Grammy, Awards et Gramophone (homonymie).
Les Grammy Awards ou Grammys (initialement intitulées les Gramophone Awards) sont des récompenses créées en 1958 décernées chaque année aux États-Unis par la National Academy of Recording Arts and Sciences (NARAS) ou la Latin Academy of Recording Arts and Sciences (LARAS) afin d'honorer les meilleurs artistes et les meilleurs techniciens dans le domaine de la musique de l'industrie américaine du disque. Ils sont considérés par de nombreux amateurs de musique, et aussi de nombreux professionnels de l'industrie du disque comme la référence des prix de reconnaissances de talents musicaux, bien qu'il n'y ait pas de réelle légitimité à cette acceptation, les accolades davantage attribués à ces artistes-vedettes qui se démarquent par leur popularité et sont aidés par une critique favorable.

## Historique

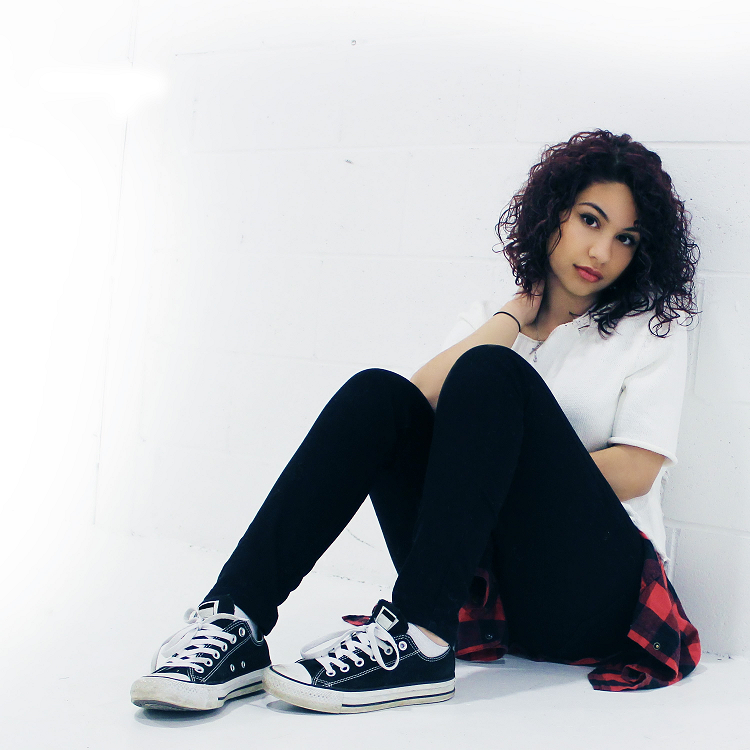
Alessia Cara en 2015. Elle remporte le Grammy Award du meilleur nouvel artiste en janvier 2018.

### Les débuts
La première cérémonie organisée par la National Academy of Recording Arts and Sciences (NARAS, ou Recording Academy) fondée deux ans auparavant, a lieu à l'hôtel Beverly Hilton de Beverly Hills le 4 mai 1959. 28 récompenses sont distribuées aux artistes s'étant distingués durant l'année précédente,. Par la suite, des cérémonies privées se tiennent dans différents hôtels et intéressent principalement les cadres de l'industrie musicale.

### Retransmission télévisée
Durant les années 1960, seuls quelques extraits sont diffusés en différé à la télévision dans l'émission The Best on Record. En 1970, le producteur québécois Pierre Cossette convainc les responsables de la Recording Academy de diffuser la cérémonie des Grammys en direct, comme les Oscars du cinéma. Il achète les droits pour 150 000 dollars. Les réseaux de télévision auxquels il soumet son projet sont réticents à l'idée de programmer une émission mettant en scène des artistes de rock 'n' roll. C'est finalement ABC qui achète finalement le programme, à condition qu'il soit présenté par une personnalité qui plaise au grand public. Cossette persuade le chanteur Andy Williams, qui animera la cérémonie annuelle jusqu'en 1977,.
Le show est retransmis par ABC en 1971 et 1972. L'année suivante, la cérémonie doit avoir lieu à Nashville et le réseau renonce à la diffuser. Depuis lors, les Grammy Awards sont retransmis par CBS et ABC diffuse une cérémonie concurrente, les American Music Awards, produite par l'animateur Dick Clark.
La cérémonie se tient à Los Angeles, d'abord au Hollywood Palladium, puis au Shrine Auditorium, et à partir de 2000 au Staples Center. Cossette occupe le poste de producteur exécutif jusqu'en 2005.

### Les Latin Grammys
En 1989, des prix Grammy commencent à être offerts pour la musique latine en espagnol et en portugais, cette catégorie étant estimée trop grande pour tenir au sein d'une seule cérémonie des Grammys. La NARAS fondera par la suite la LARAS en 1997, et les Latin Grammy Awards seront pour la première fois tenues en 2000. Cette récompense cible les artistes venant de partout, issus de la musique ibéro-américaine, américaine, ou de la péninsule ibérique. Les membres votants de LARAS sont des professionnels du milieu: artistes professionnels, ingénieurs, arrangeurs, musiciens, auteurs-compositeurs, producteurs, etc.
Le record de titres remportés est détenu par le rappeur portoricain Residente, qui en détient 27.

## Catégories de récompense
Il existe quatre prix principaux qui ne sont pas restreints par genre musical :
- Grammy Award de l'album de l'année
- Grammy Award de la chanson de l'année
- Grammy Award de l'enregistrement de l'année
- Grammy Award du meilleur nouvel artiste

Les autres prix récompensent des artistes ou des œuvres dans un genre musical donné. On peut citer notamment :
- Grammy Award du meilleur chanteur pop
- Grammy Award de la meilleure chanteuse pop
- Grammy Award du meilleur chanteur rock
- Grammy Award de la meilleure chanteuse rock
- Grammy Award du meilleur album de blues traditionnel
- Grammy Award du meilleur album de blues contemporain
- Grammy Award de la meilleure prestation hard rock
- Grammy Award de la meilleure prestation vocale pop d'un duo ou groupe
- Grammy Award de la meilleure prestation metal
- Grammy Award de la meilleure chanson country
- Grammy Award du meilleur album country

Les Latin Grammy Awards sont les récompenses équivalentes pour la musique latine.

## Dates et lieux de cérémonie
La cérémonie a généralement lieu en début d'année, généralement aux alentours du mois de février. Les premières cérémonies ont lieu dans plusieurs villes en même temps, par la suite la cérémonie a lieu généralement à Los Angeles ou à New York, en fonction des années.
| Cérémonie                       | Date             | Ville(s)                                    | Salle(s)                                | Ref    |
| ------------------------------- | ---------------- | ------------------------------------------- | --------------------------------------- | ------ |
| 1re cérémonie des Grammy Awards | 4 mai 1959       | Beverly Hills et New York                   | The Beverly Hilton, Park Sheraton Hotel | [ 7 ]  |
| 2e cérémonie des Grammy Awards  | 29 novembre 1959 | Los Angeles et New York                     |                                         | [ 8 ]  |
| 3e cérémonie des Grammy Awards  | 12 avril 1961    | Beverly Hills et New York                   | The Beverly Hilton, Hotel Astor         | [ 9 ]  |
| 4e cérémonie des Grammy Awards  | 29 mai 1962      | Chicago, Los Angeles et New York            |                                         | [ 9 ]  |
| 5e cérémonie des Grammy Awards  | 15 mai 1963      | Chicago, Los Angeles et New York            |                                         | [ 10 ] |
| 6e cérémonie des Grammy Awards  | 12 mai 1964      | Chicago, Los Angeles et New York            |                                         | [ 9 ]  |
| 7e cérémonie des Grammy Awards  | 13 avril 1965    | Beverly Hills                               | The Beverly Hilton                      | [ 9 ]  |
| 8e cérémonie des Grammy Awards  | 15 mars 1966     | New York                                    | Radio City Music Hall                   | [ 9 ]  |
| 9e cérémonie des Grammy Awards  | 2 mars 1967      | Los Angeles                                 | Los Angeles Music Center                | [ 9 ]  |
| 10e cérémonie des Grammy Awards | 29 février 1968  | Chicago, Nashville, Los Angeles et New York |                                         | [ 9 ]  |
| 11e cérémonie des Grammy Awards | 12 mars 1969     |                                             |                                         | [ 11 ] |
| 12e cérémonie des Grammy Awards | 11 mars 1970     |                                             |                                         |        |
| 13e cérémonie des Grammy Awards | 16 mars 1971     | Los Angeles                                 | Hollywood Palladium                     | [ 12 ] |
| 14e cérémonie des Grammy Awards | 14 mars 1972     | New York                                    | Felt Forum                              | [ 13 ] |
| 15e cérémonie des Grammy Awards | 3 mars 1973      | Nashville                                   | Tennessee Theatre (en)                  | [ 14 ] |
| 16e cérémonie des Grammy Awards | 2 mars 1974      | Los Angeles                                 | Hollywood Palladium                     | [ 15 ] |
| 17e cérémonie des Grammy Awards | 1er mars 1975    | New York                                    | Uris Theater                            | [ 16 ] |
| 18e cérémonie des Grammy Awards | 28 février 1976  | Los Angeles                                 | Hollywood Palladium                     | [ 17 ] |
| 19e cérémonie des Grammy Awards | 19 février 1977  | Los Angeles                                 | Hollywood Palladium                     | [ 9 ]  |
| 20e cérémonie des Grammy Awards | 23 février 1978  | Los Angeles                                 | Shrine Auditorium                       | [ 18 ] |
| 21e cérémonie des Grammy Awards | 15 février 1979  | Los Angeles                                 | Shrine Auditorium                       | [ 19 ] |
| 22e cérémonie des Grammy Awards | 27 février 1980  | Los Angeles                                 | Shrine Auditorium                       |        |
| 23e cérémonie des Grammy Awards | 25 février 1981  | New York                                    | Radio City Music Hall                   | [ 20 ] |
| 24e cérémonie des Grammy Awards | 24 février 1982  | Los Angeles                                 | Shrine Auditorium                       | [ 21 ] |
| 25e cérémonie des Grammy Awards | 16 janvier 1983  | Los Angeles                                 | Shrine Auditorium                       | [ 22 ] |
| 26e cérémonie des Grammy Awards | 28 février 1984  | Los Angeles                                 | Shrine Auditorium                       | [ 23 ] |
| 27e cérémonie des Grammy Awards | 26 février 1985  | Los Angeles                                 | Shrine Auditorium                       | [ 24 ] |
| 28e cérémonie des Grammy Awards | 25 février 1986  | Los Angeles                                 | Shrine Auditorium                       | [ 25 ] |
| 29e cérémonie des Grammy Awards | 24 février 1987  | Los Angeles                                 | Shrine Auditorium                       | [ 26 ] |
| 30e cérémonie des Grammy Awards | 2 mars 1988      | New York                                    | Radio City Music Hall                   | [ 27 ] |
| 31e cérémonie des Grammy Awards | 22 février 1989  | Los Angeles                                 | Shrine Auditorium                       | [ 28 ] |
| 32e cérémonie des Grammy Awards | 21 février 1990  | Los Angeles                                 | Shrine Auditorium                       | [ 29 ] |
| 33e cérémonie des Grammy Awards | 20 février 1991  | New York                                    | Radio City Music Hall                   | [ 30 ] |
| 34e cérémonie des Grammy Awards | 25 février 1992  | New York                                    | Radio City Music Hall                   | [ 31 ] |
| 35e cérémonie des Grammy Awards | 24 février 1993  | Los Angeles                                 | Shrine Auditorium                       | [ 32 ] |
| 36e cérémonie des Grammy Awards | 1er mars 1994    | New York                                    | Radio City Music Hall                   | [ 33 ] |
| 37e cérémonie des Grammy Awards | 1er mars 1995    | Los Angeles                                 | Shrine Auditorium                       | [ 34 ] |
| 38e cérémonie des Grammy Awards | 28 février 1996  | Los Angeles                                 | Shrine Auditorium                       | [ 35 ] |
| 39e cérémonie des Grammy Awards | 26 février 1997  | New York                                    | Madison Square Gardens                  | [ 36 ] |
| 40e cérémonie des Grammy Awards | 25 février 1998  | New York                                    | Radio City Music Hall                   | [ 37 ] |
| 41e cérémonie des Grammy Awards | 24 février 1999  | Los Angeles                                 | Shrine Auditorium                       | [ 38 ] |
| 42e cérémonie des Grammy Awards | 23 février 2000  | Los Angeles                                 | Staples Center                          | [ 39 ] |
| 43e cérémonie des Grammy Awards | 21 février 2001  | Los Angeles                                 | Staples Center                          | [ 40 ] |
| 44e cérémonie des Grammy Awards | 27 février 2002  | Los Angeles                                 | Staples Center                          | [ 41 ] |
| 45e cérémonie des Grammy Awards | 23 février 2003  | New York                                    | Madison Square Gardens                  | [ 42 ] |
| 46e cérémonie des Grammy Awards | 8 février 2004   | Los Angeles                                 | Staples Center                          | [ 43 ] |
| 47e cérémonie des Grammy Awards | 13 février 2005  | Los Angeles                                 | Staples Center                          | [ 44 ] |
| 48e cérémonie des Grammy Awards | 8 février 2006   | Los Angeles                                 | Staples Center                          | [ 45 ] |
| 49e cérémonie des Grammy Awards | 11 février 2007  | Los Angeles                                 | Staples Center                          | [ 46 ] |
| 50e cérémonie des Grammy Awards | 10 février 2008  | Los Angeles                                 | Staples Center                          | [ 47 ] |
| 51e cérémonie des Grammy Awards | 8 février 2009   | Los Angeles                                 | Staples Center                          | [ 48 ] |
| 52e cérémonie des Grammy Awards | 31 janvier 2010  | Los Angeles                                 | Staples Center                          | [ 49 ] |
| 53e cérémonie des Grammy Awards | 13 février 2011  | Los Angeles                                 | Staples Center                          | [ 50 ] |
| 54e cérémonie des Grammy Awards | 12 février 2012  | Los Angeles                                 | Staples Center                          | [ 51 ] |
| 55e cérémonie des Grammy Awards | 10 février 2013  | Los Angeles                                 | Staples Center                          | [ 52 ] |
| 56e cérémonie des Grammy Awards | 26 janvier 2014  | Los Angeles                                 | Staples Center                          |        |
| 57e cérémonie des Grammy Awards | 8 février 2015   | Los Angeles                                 | Staples Center                          |        |
| 58e cérémonie des Grammy Awards | 15 février 2016  | Los Angeles                                 | Staples Center                          |        |
| 59e cérémonie des Grammy Awards | 12 février 2017  | Los Angeles                                 | Staples Center                          | [ 53 ] |
| 60e cérémonie des Grammy Awards | 28 janvier 2018  | New York                                    | Madison Square Garden                   | [ 54 ] |
| 61e cérémonie des Grammy Awards | 10 février 2019  | Los Angeles                                 | Staples Center                          |        |
| 62e cérémonie des Grammy Awards | 26 janvier 2020  | Los Angeles                                 | Staples Center                          | [ 9 ]  |
| 63e cérémonie des Grammy Awards | 14 mars 2021     | Los Angeles                                 | Staples Center                          | [ 55 ] |
| 64e cérémonie des Grammy Awards | 3 avril 2022     | Las Vegas                                   | MGM Grand Garden Arena                  | [ 56 ] |
| 65e cérémonie des Grammy Awards | 5 février 2023   | Los Angeles                                 | Crypto.com Arena                        | [ 57 ] |
| 66e cérémonie des Grammy Awards | 4 février 2024   | Los Angeles                                 | Crypto.com Arena                        | [ 9 ]  |
| 67e cérémonie des Grammy Awards | 2 février 2025   | Los Angeles                                 | Crypto.com Arena                        | [ 9 ]  |

## Records
- Beyoncé Knowles est l'artiste féminine la plus récompensée avec 35 Grammy Awards [58].
- Georg Solti est l'artiste masculin le plus récompensé avec 31 Grammy Awards[58].
- Avec 99 nominations , Beyoncé est l’artiste la plus nommée de l'histoire des Grammy Awards.
- En 1984, 8 Grammy Awards ont été décernés à Michael Jackson pour son album Thriller, faisant de lui l'artiste masculin le plus récompensé aux Grammy Awards en une soirée. En 2000, Carlos Santana recevra le même nombre de récompenses pour son album Supernatural.
- Supernatural de Santana et How to Dismantle an Atomic Bomb de U2 détiennent le record de l'album le plus récompensé avec 9 Grammy Awards (Supernatural a remporté neuf prix en une soirée alors que How to Dismantle an Atomic Bomb a remporté trois prix en 2005 et six autres en 2006).
- En 2020, à 18 ans, Billie Eilish devient la plus jeune artiste à gagner le Grammy Award de l'album de l'année grâce à son album When We All Fall Asleep, Where Do We Go? et bat ainsi le record de 2010 de Taylor Swift qui avait remporté ce Grammy à 20 ans pour Fearless.
- En 2008, Amy Winehouse remporte 5 Grammy Awards, devenant l'artiste féminine la plus récompensée en une soirée, dont celui du disque de l'année, du meilleur nouvel artiste et de la chanson de l'année[59],[60]. En 2010, Beyoncé en remporte 6, battant le record d'Amy Winehouse. En 2012, Adele rejoint Beyoncé en remportant également 6 Grammy Awards.
- En 2011, un Grammy Award a, pour la première fois, été attribué à une musique de jeu vidéo : Baba Yetu, musique du jeu Civilization IV, composée par Christopher Tin.
- En 2019, Cardi B devient la première femme de l'histoire à remporter le titre du meilleur album de rap, depuis la création de cette catégorie en 1996.
- En 2024, Taylor Swift devient la première artiste de l'histoire à avoir remporté quatre fois l'album de l'année, avec Fearless, 1989, Folklore et Midnights.
- En 2023, Kim Petras devient la première artiste féminine trans à recevoir le prix[61],[62].

## L'ethos des Grammys
« La cérémonie des Grammy Awards a joué un rôle central dans l'influence de l'industrie américaine de la musique populaire à travers deux processus interorganisationnels importants. La cérémonie a servi de véhicule par lequel la National Academy of Recording Arts and Sciences (NARAS) a établi des liens avec les intérêts commerciaux du secteur : les distributeurs, grossistes et détaillants représentés par la National Association of Record Merchandisers (NARM). La musique étant devenue un média plus visuel et la couverture télévisée de la cérémonie devenant importante, les merchandisers ont commencé à compter sur les Grammy Awards comme un signal de vente et ont commencé à promouvoir de manière agressive les nominés et les gagnants. En conséquence de l'attention sélective des détaillants, les lauréats des Grammy Awards ont commencé à bénéficier d'un plus grand attrait populaire grâce à l'augmentation des ventes d'albums. Deuxièmement, les tentatives faites par divers membres de la NARAS pour influencer les décisions de récompense ont abouti à l'émergence, à la remise en cause et, finalement, à la résolution de conflits professionnels et de préoccupations normatives concernant la légitimité des genres dans l'industrie de la musique populaire. Ce faisant, la NARAS a réussi à défendre les Grammy Awards comme la marque de la reconnaissance par les pairs. Nous soutenons que la capacité unique des Grammy Awards à combiner à la fois la reconnaissance des pairs et la reconnaissance populaire en fait un arbitre important de la formation du canon dans l’industrie de la musique populaire (p.41). »

— Watson et Anand (2006)